# Blue Eye Samurai
Blue Eye Samurai (2023) is een animatieserie voor volwassenen die zich afspeelt in de zeventiende eeuw van Japan, ten tijde van het Tokugawa-shogunaat. Een jonge blauwogige samoerai is op wraakmissie waarin het hele land meegesleurd wordt.
Het eerste seizoen met acht afleveringen kwam op 3 november 2023 wereldwijd uit op de streamingdienst Netflix en werd alom geprezen. Een tweede seizoen is in de maak.
De animatie werd verzorgd door het Franse bedrijf Blue Spirit.

## Rolverdeling
| Acteur               | Personage            |
| -------------------- | -------------------- |
| Maya Erskine         | Mizu                 |
| Masi Oka             | Ringo                |
| Darren Barnet        | Taigen               |
| Brenda Song          | Prinses Akemi        |
| George Takei         | Seki                 |
| Randall Park         | Heiji Shindo         |
| Cary-Hiroyuki Tagawa | Meester Eiji         |
| Kenneth Branagh      | Abijah Fowler        |
| Ming-Na Wen          | Madame Kaji          |
| Ann Harada           | Mizu's adoptiemoeder |
| Orli Mariko Green    | jonge Mizu           |
| Judah Green          | jonge Taigen         |
| Patrick Gallagher    | Heer Daichi          |
| Harry Shum jr.       | Takayoshi            |
| Mark Dacascos        | Bloodsoaked Chiaki   |